# 酒石酸水素カリウム

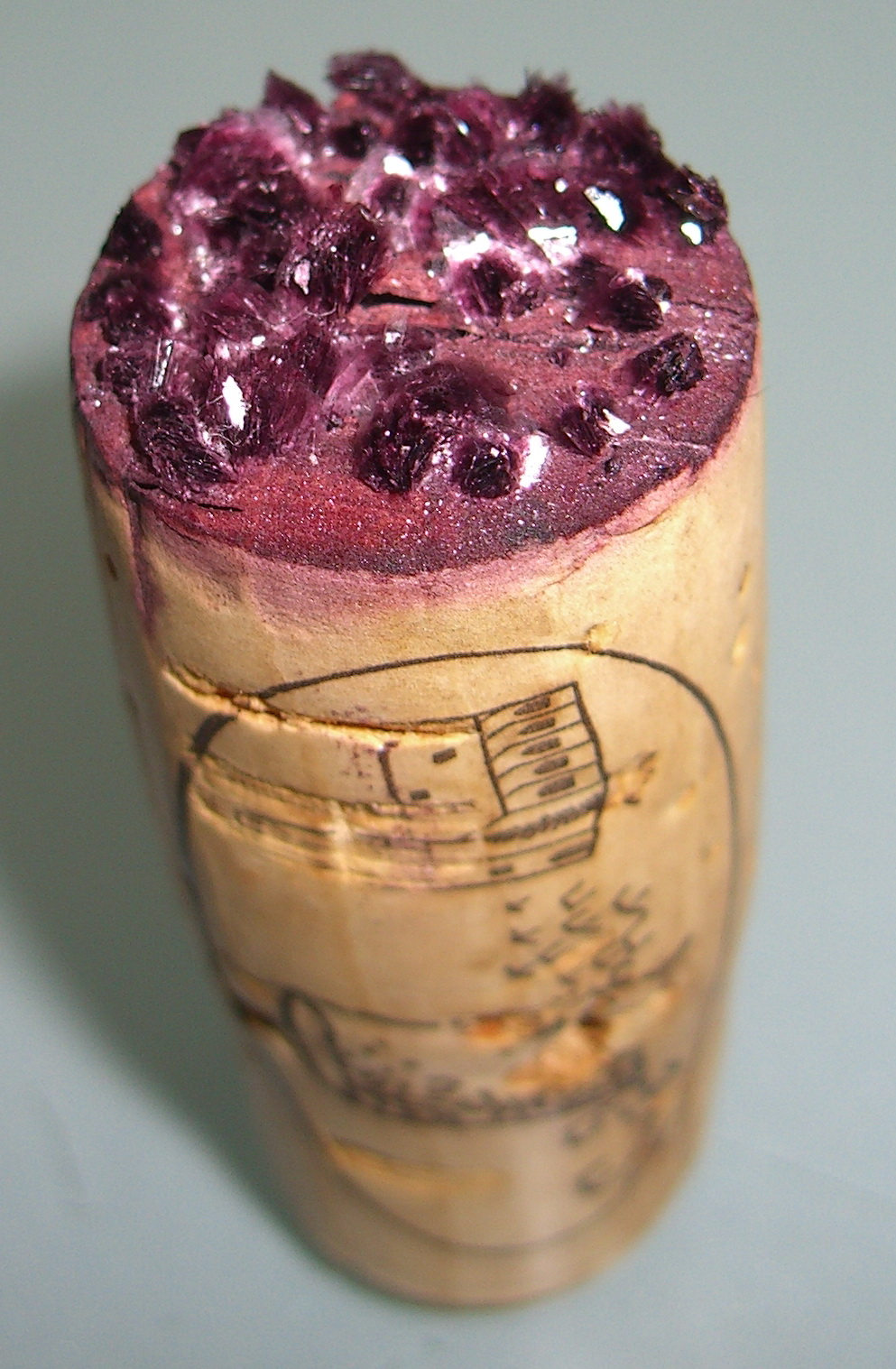
ワインのコルク栓に付着した酒石酸水素カリウムの結晶

酒石酸水素カリウム（しゅせきさんすいそカリウム Potassium hydrogen tartrate）は、酒石酸の2つのカルボキシル基のうち1つがカリウム塩となったもので、分子式はKC4H5O6と表される。別名重酒石酸カリウム。分子量は188.18、比重は1.954。結晶は無色または白色で無臭。水溶液は酸性を示す。酒石酸と同じく旋光性を持つ。
食品添加物として利用され、重曹の分解を促進する薬剤の1つとしてベーキングパウダーに添加されることがある。他にpH調整剤や酸味料としても使用される。さらに、皮なめし、染色、電気メッキ等の工業的な用途でも使用される。